# الذراحي (الشعر)

تعديل مصدري - تعديل

الذراحي هي إحدى قرى عزلة العبس بمديرية الشعر التابعة لمحافظة إب، بلغ تعداد سكانها 249 نسمة حسب تعداد اليمن لعام 2004.